# Zodiak
Pour les articles homonymes, voir Zodiaque (homonymie).
Zodiak (en cyrillique : Зодиак) est un groupe letton de musique électronique, originaire de Riga.

## Histoire
Le groupe est formé par Jānis Lūsēns, étudiant à l'Académie de musique de Lettonie de Riga.
En 2002, le groupe PPK sort Reload qui est un remix du morceau Zodiac de l'album Disco Alliance.
En 2010, le groupe se reforme. En 2014, la station de radio Silver Rain classe Disco's Alliance parmi les « 50 albums cultes du label Melodiya ».  En 2016, le groupe apparaît dans l'émission du réveillon du Nouvel An sur la chaîne russe Channel One, où il interprète Pacific.

## Discographique

### Albums studio
- 1980 : Disco Alliance
- 1982 : Music in the Universe'
- 1985 : Music from the Films
- 1989 : In memoriam
- 1991 : Mākoņi